# Normandía
Normandía (en francés: Normandie; en normando, Normaundie) es una entidad histórica, geográfica y cultural en el noroeste de Francia, bordeada por el canal de la Mancha. Ha pasado por diferentes períodos históricos, a pesar de la falta de reconocimiento administrativo entre la Revolución francesa y la reforma territorial que de nuevo la reconoce.
Fundada en Neustria por Rollon, el ducado de Normandía ocupó a partir de 911 la parte baja del valle del Sena, después el Bassin, el pays d'Auge y  el Hiémois en 924, el Cotentin, el Avranchin y las islas del Canal en 933. En 1066, Guillermo el Conquistador, duque de Normandía, conquistó Inglaterra y se convirtió en su rey. Un siglo y medio más tarde, en 1204, el rey de Francia Felipe II Augusto invadió el ducado y lo integró en el dominio real francés, con la excepción de su parte insular, que formó los bailíos de Jersey y Guernsey, bajo dependencia de la Corona inglesa. La parte continental se convirtió entonces en provincia francesa, hasta 1790, mientras que las islas del Canal permanecieron bajo la soberanía de los monarcas de Gran Bretaña bajo el título de «duque de Normandía».
En 1956, la Normandía continental se dividió en dos colectividades territoriales: las regiones administrativas de Alta Normandía (Haute-Normandie) y Baja Normandía (Basse-Normandie). Volvieron a reunirse en una sola región, Normandía, tras la aprobación por la Asamblea Nacional el 17 de diciembre de 2014, que fue aplicada el 1 de enero de 2016, después de las elecciones regionales de diciembre de 2015.
Muy estables, las fronteras continentales de la antigua provincia coinciden bastante estrechamente con las de la región administrativa contemporánea, a excepción de algunos territorios incorporados en el actual departamento de Eure-et-Loir, de Mayenne, de Oise y de Sarthe, al crear las generalidades, y algunos comunas aisladas intercambiadas con Mayenne después de la creación de los departamentos en la Revolución, con Calvados, Eure, Mancha, Orne y Sena Inferior (Sena Marítimo desde 1955).
La población de la región de Normandía era de 3 328 364 habs. en 2013, según el Insee, además de unos 164 000 hab. en las islas del Canal.

## Historia

### Creación de Normandía

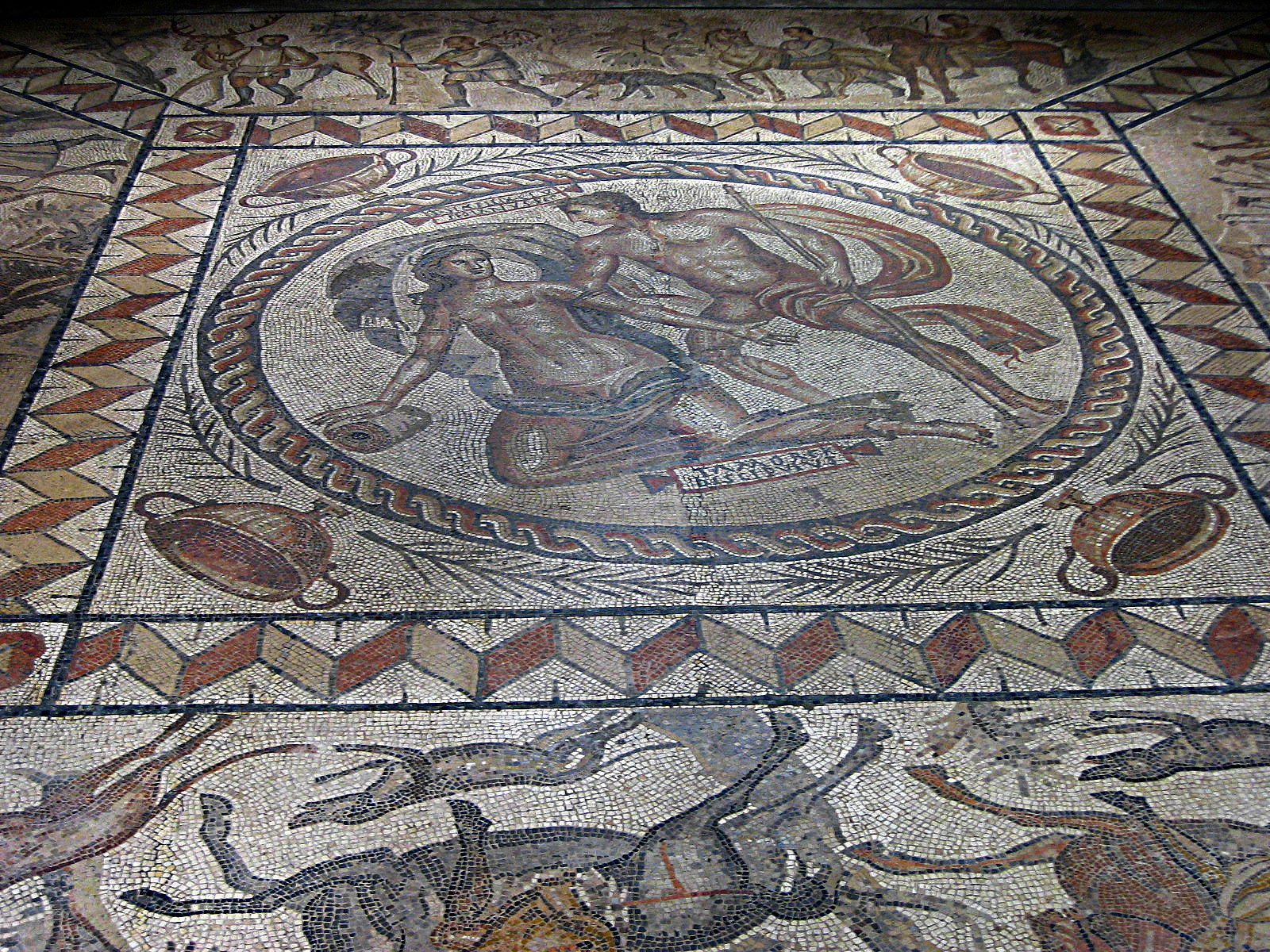
Mosaico romano en Lillebonne.

La región de Normandía estaba poblada en su origen por pueblos celtas. Después de la ocupación romana, fue invadida por los francos y pasó a integrarse en el reino de Neustria. A partir del principio del siglo VIII, varias invasiones sucesivas de piratas vikingos, en su mayoría daneses, saquearon y arrasaron la región, llegando a sitiar París a mediados del siglo IX. El jefe vikingo Rollón (Gange Rolf en noruego) llegó a un acuerdo con el rey Carlos III de Francia  quien le concedió el área de Normandía a cambio de defenderla contra los ataques piratas, mediante el Tratado de Saint-Clair-sur-Epte en 911. La región se convirtió entonces en un ducado llamado Normandía, de Northmanorum o Nortmanni que significa "Hombres del Norte", nombre con el que se denominaba a los invasores vikingos. Rollon fue nombrado primer duque de Normandía con el nombre de Roberto I.

### Edad Media

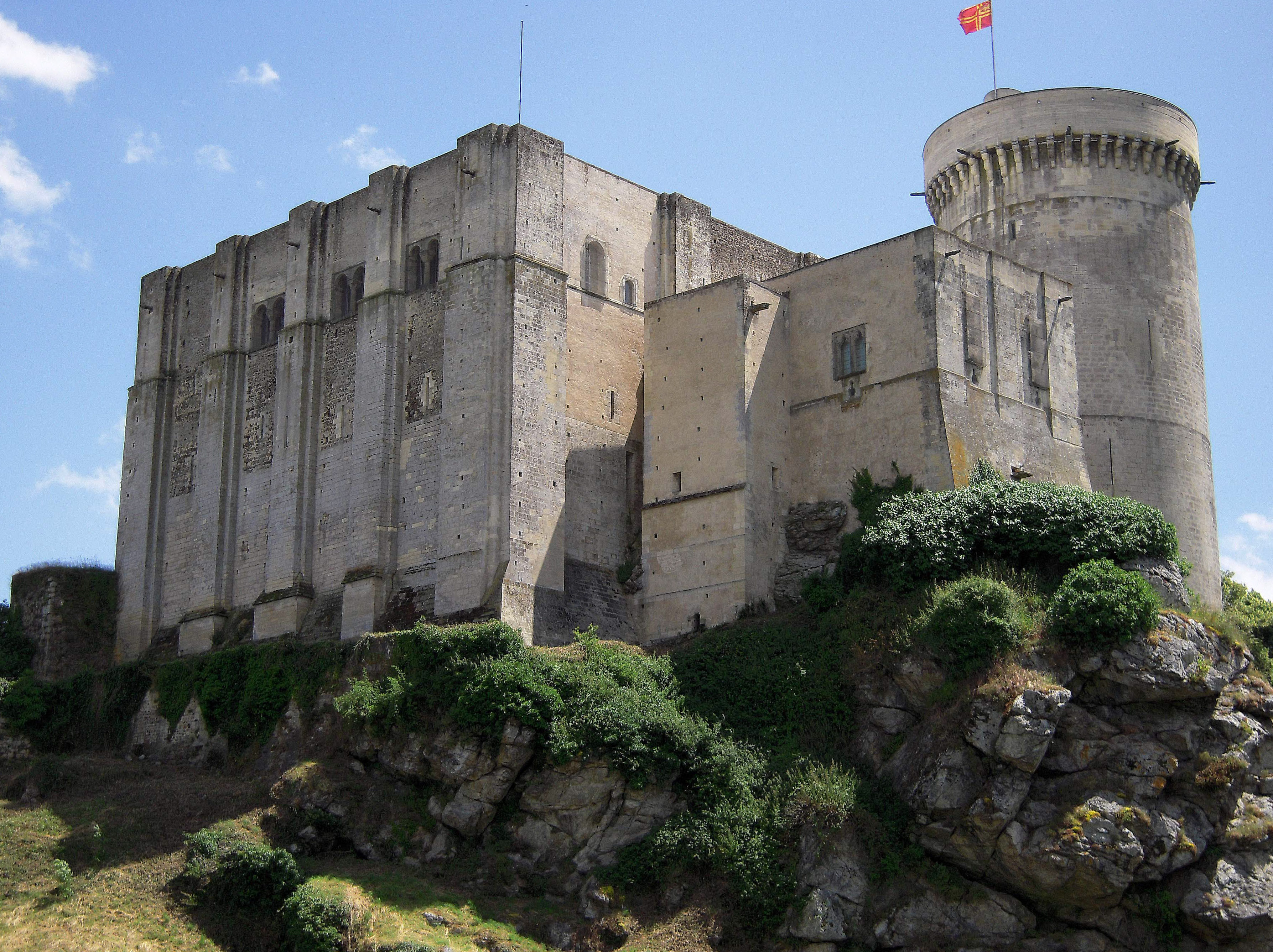
El castillo de Falaise, lugar de nacimiento de Guillermo el Conquistador.

El descendiente de Roberto I, Guillermo el Conquistador, duque de Normandía, invadió Inglaterra en 1066 y se convirtió en el rey Guillermo I de Inglaterra. Sus tropas fueron las últimas en invadir con éxito Inglaterra, y Normandía se mantuvo integrada en el reino de Inglaterra hasta la muerte de Guillermo en 1087.
Durante la primera mitad del siglo XII, las luchas sucesorias hicieron que Normandía alternara periodos de fidelidad al rey de Inglaterra y de Francia, hasta que en 1154 el entonces duque de Normandía y conde de Anjou, Enrique Plantagenêt, bisnieto de Guillermo I, accediera al trono de Inglaterra como Enrique II. Su matrimonio con Leonor de Aquitania le había aportado feudos que ocupaban todo el oeste de Francia, por lo que Enrique II reinaba sobre un territorio que abarcaba desde Escocia hasta los Pirineos, en lo que fue conocido posteriormente como Imperio angevino. A su muerte, su hijo Ricardo Corazón de León heredó ese inmenso reino. Pero las desastrosas campañas militares de su sucesor, su hermano menor  Juan I de Inglaterra, condujo en 1214 a la derrota de la batalla de Bouvines frente a las tropas del rey de Francia Felipe Augusto. Normandía, al igual que las demás posesiones del rey de Inglaterra en territorio francés, pasó entonces definitivamente a formar parte del reino de Francia.
Normandía fue ocupada por fuerzas inglesas durante la guerra de los Cien Años entre 1346 y 1360 y nuevamente entre 1415 y 1450. Las familias normandas, como la de Tancredo de Hauteville, tuvieron un importante papel en las Cruzadas.

### Época contemporánea

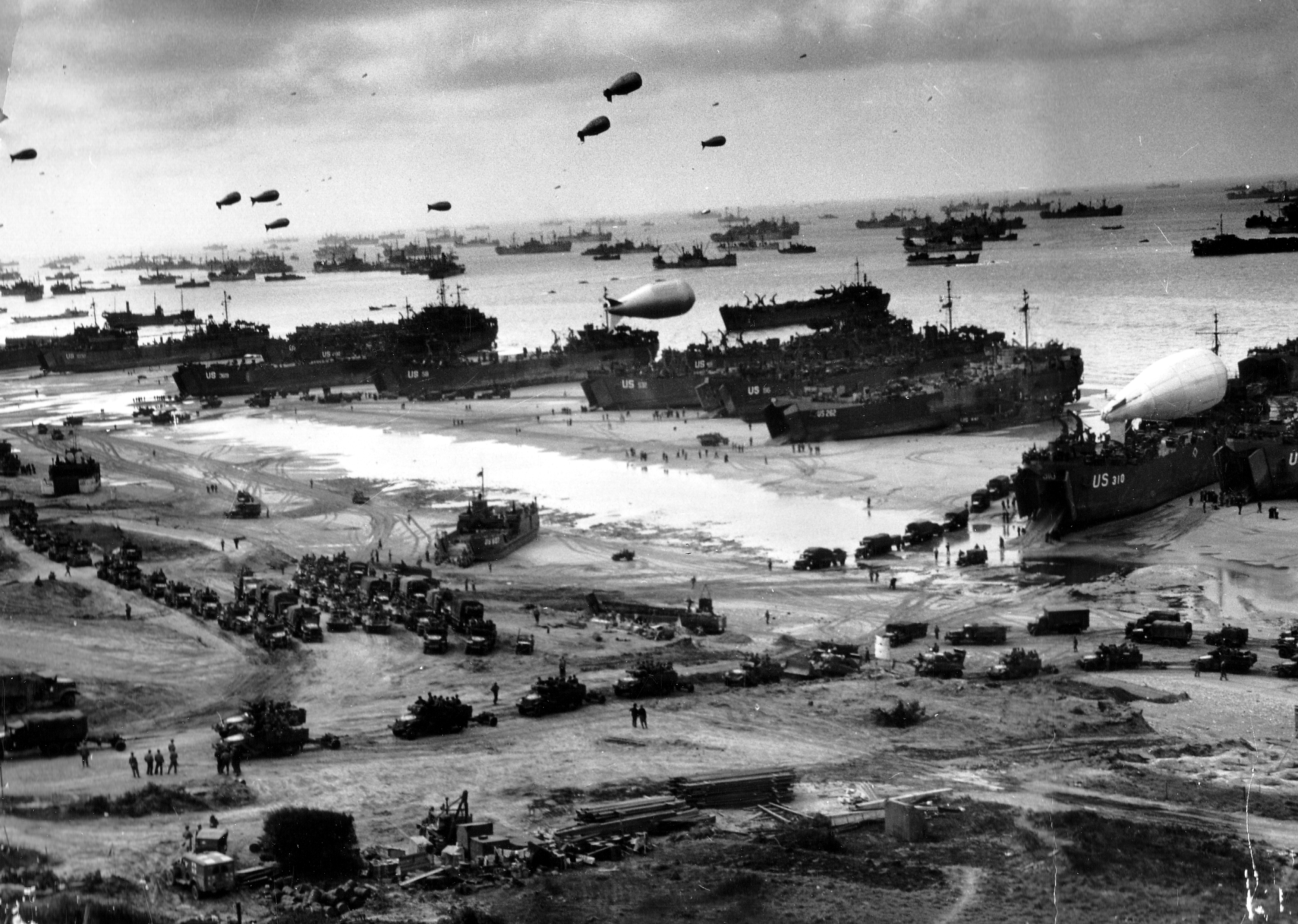
Desembarco aliado en Normandía, el 6 de junio de 1944, durante la Segunda Guerra Mundial.

En 1942, durante la Segunda Guerra Mundial, tuvo lugar la batalla de Dieppe (Sena Marítimo), que fue un ataque de las fuerzas aliadas (principalmente canadienses y británicas) a los ocupantes alemanes.
La región fue también el escenario de la batalla de Normandía u "operación Overlord", que tuvo lugar en la mañana del 6 de junio de 1944, fecha también conocida como el “Día D”. Ese día, las tropas aliadas abrieron un segundo frente contra la Wehrmacht, las fuerzas armadas de la Alemania nazi.
La operación del desembarco comienza la noche del 5 al 6 de junio con el lanzamiento de tres divisiones aerotrasportadas en los dos extremos del frente. La misión de los paracaidistas estadounidenses en el sector Carentan/Sainte-Mère-Église y de los británicos en el sector de Ranville, consistía en ocupar ciertos puntos claves (baterías de artillería, puentes, carreteras, esclusas…). Al alba cientos de Rangers tomaban al asalto la posición fortificada de la Pointe du Hoc.
La mañana del 6 de junio, desembarcan en las cinco playas previstas, Utah, Omaha, Gold, Juno, Sword, 135 000 soldados y unos 20 000 vehículos. No consiguieron alcanzar todos los objetivos previstos el Día D: ocupar Caen, Bayeux, Isigny, Carentan. A pesar de ello la operación fue un éxito.
La batalla de Normandía duró casi tres meses, mucho más tiempo de lo previsto por los estrategas aliados. Unos 14 000 muertos en la población civil de baja Normandía. Caen, Lisieux, Coutances, Saint-Lô, Vire y muchas otras ciudades han sido destruidas, así como muchos pueblecitos tranquilos quedando la actividad económica totalmente desorganizada. Tesoros artísticos y culturales han desaparecido. Normandía quedará marcada por las huellas de la guerra.
En 2014, se conmemoró el 70.º aniversario del Desembarco y de la batalla de Normandía  para rendir homenaje a los antiguos combatientes. Hubo ceremonias y eventos festivos en los lugares importantes de visitas que trataron acerca del 6 de junio de 1944 y de la ofensiva que ocurrió después.

## Geografía

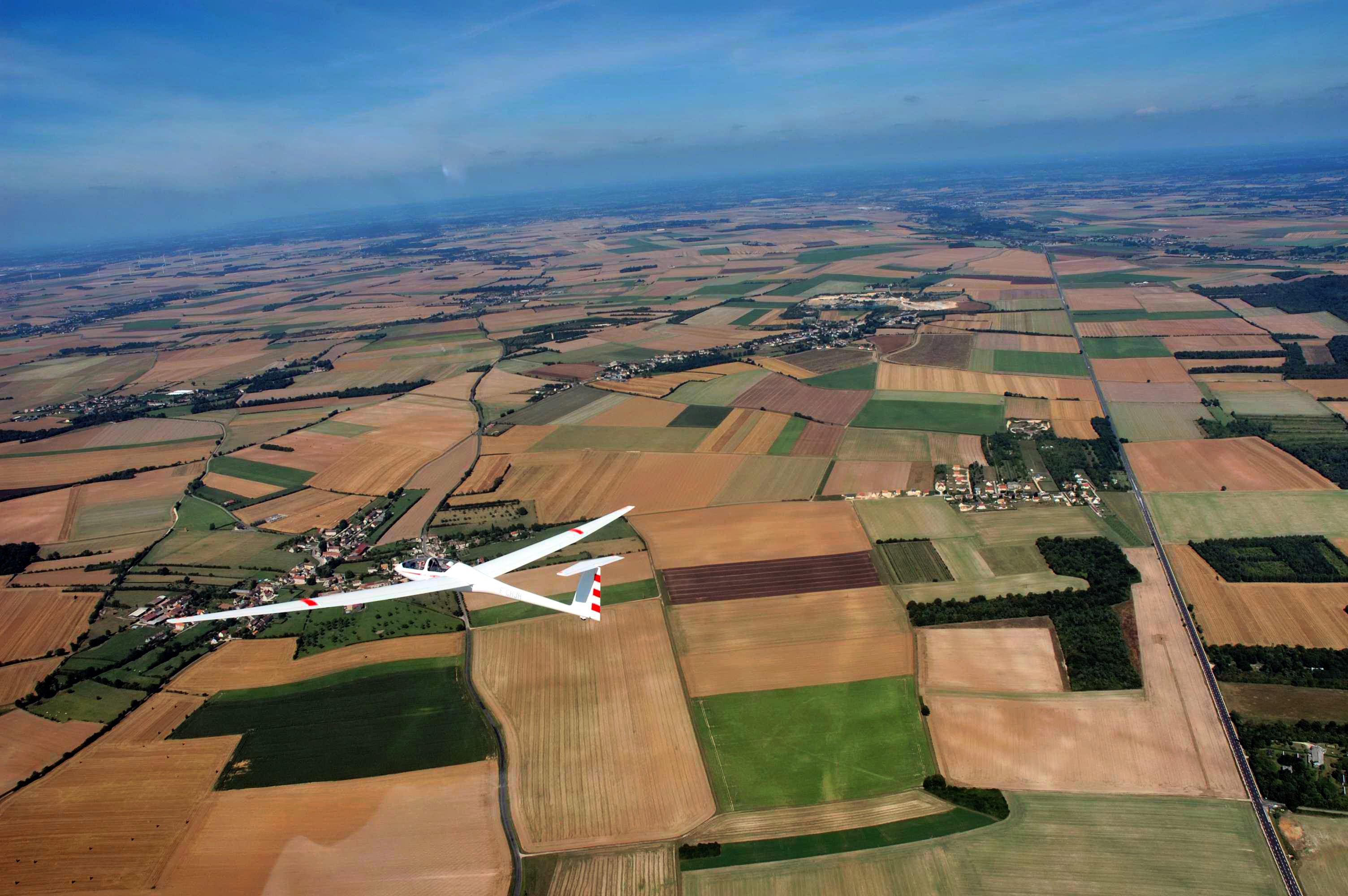
Las tierras llanas en la campiña de Falaise.

Al ser Normandía una creación de la historia, no tiene una unidad geográfica definida. En efecto, se reparte entre dos grandes regiones geológicas del norte de Francia, la Cuenca Parisina y el Macizo Armoricano. Esta diferenciación tampoco coincide con las dos principales regiones naturales de Normandía, separadas por el curso del río Sena.
Fruto de esta división geográfica, en Normandía predominan dos tipos de paisajes. Al norte del Sena se extiende una meseta calcárea de poca altitud. El resto de la región ofrece un paisaje relativamente uniforme que le da su identidad, el bocage, constituido por un mosaico de  pequeños campos cercados con muretes, setos y árboles. Los obstáculos que presenta este paisaje típico del área del oeste dificultaron el avance de las fuerzas aliadas y la retirada de las tropas alemanas en la Batalla de Normandía.
Las costas marítimas presentan también aspectos diferenciados: La región está bordeada por el norte por el canal de la Mancha. Hay acantilados cretáceos que se extienden desde Le Tréport hasta El Havre.
Las principales regiones naturales son: Pays de Caux, Pays de Bray, Marais Vernier, Vexin normando, Suisse Normande, Roumois, Lieuvin, Le Neubourg, Evreux, Saint-André, Pays d'Ouche, Pays d'Auge, Hiémois, Houlme, Bessin, Bocage Virois, Cotentin y Avranchin.
Los cursos de agua que se encuentran en Normandía son el Sena y sus afluentes Epte, Andelle, Eure y Risle, así como una serie de pequeños ríos costeros como Bresle, Touques, Dives, Orne, Vire, Sée, Sélune y Couesnon. En la región hay dos parques naturales: el de Marais du Cotentin y de Bessin y el de Boucles de la Seine normande.

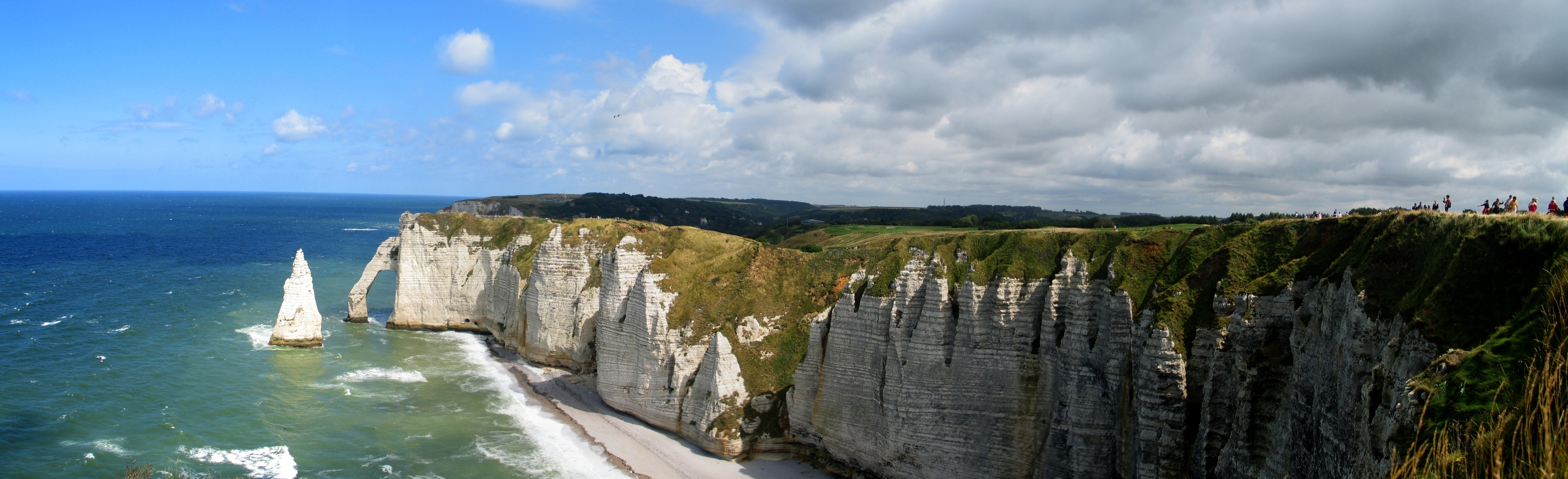
Panorama de los acantilados de Étretat.

## Demografía

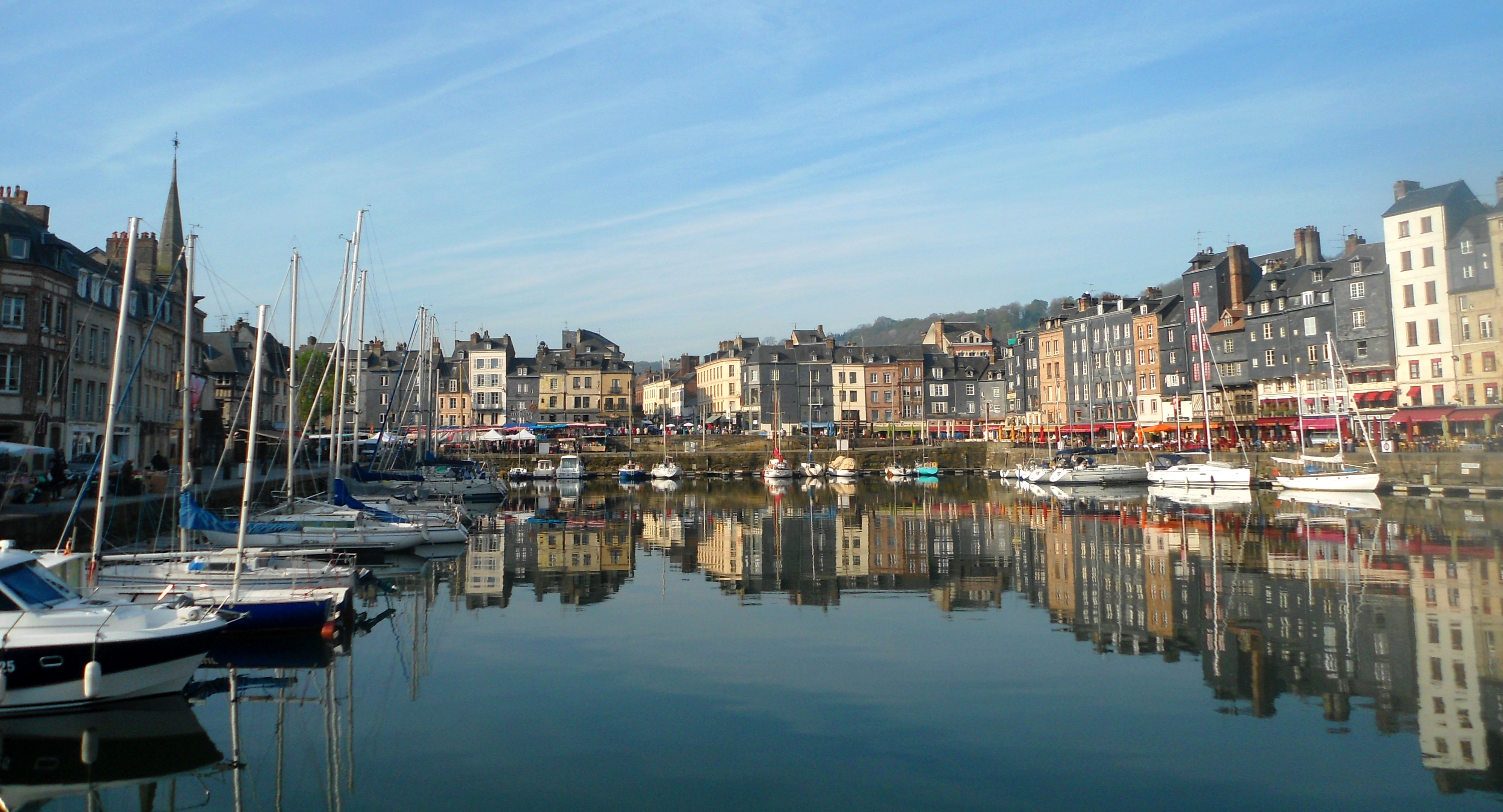
Puerto de Honfleur.

Normandía tiene 3 200 000 habitantes, con un promedio de densidad de población de 107 hab/km², un poco por debajo del promedio nacional de Francia. Las principales ciudades son Ruan (110 276 habitantes, excluyendo el área urbana), la capital de la Alta Normandía y antiguamente de toda la provincia, y la ciudad que tiene el área urbana más grande y poblada de Normandía; El Havre (185 311 habitantes); Caen (110 399 habitantes), la capital de la Baja Normandía; y Cherbourg (42 087 habitantes).
Otras ciudades importantes son: Alenzón, Avranches, Bayeux, Dieppe, Évreux, Fécamp y Lisieux.
Dentro de la Unión Europea, Normandía esta por encima del nivel medio en lo que a crecimiento demográfico e inmigración se refiere[cita requerida].
| Comuna                   | División administrativa territorial | Población | Población unidad urbana | Población área urbana] | Densidad comuna (hab./km²) |
| ------------------------ | --- | --------- | ----------------------- | ---------------------- | -------------------------- |
| Ruan                     | Prefectura de la región de Normandía, Prefectura de Sena Marítimo Chef-lieu de la Metrópoli Ruan-Normandía                                               | 110 933   | 464 000                 | 649 291                | 5177                       |
| Caen                     | Ex-Prefectura de región de Basse-Normandie, Prefectura de Calvados Chef-lieu de la Communauté urbaine Caen la Mer Sede del conseil régional de Normandie | 108 954   | 198 000                 | 397 000                | 4266                       |
| Le Havre                 | Subprefectura de la Sena Marítimo | 175 497   | 248 547                 | 294 000                | 3829                       |
| Cherburgo-en-Cotentin    | Subprefectura de Manche | 80 959    | 85 669                  | 180 325                | 1181                       |
| Évreux                   | Prefectura de Eure | 50 537    |                         | 110 000                | 1947                       |
| Elbeuf                   | Chef-lieu del cantón de Sena Marítimo, Ciudad de la Metrópoli Ruan-Normandía                                                                             | 17 178    |                         | 88 292                 | 1059                       |
| Dieppe                   | de Sena Marítimo | 31 963    |                         | 81 845                 | 2952                       |
| Alençon                  | Prefectura de Orne | 28 918    |                         | 68 000                 | 2616                       |
| Hérouville-Saint-Clair   | Comuna de la Communauté urbaine Caen la Mer | 21 878    |                         |                        | 2056                       |
| Saint-Lô                 | Prefectura de Manche | 19 623    |                         | 51 629                 | 833                        |
| Lisieux                  | Subprefectura de Calvados | 23 166    |                         | 44 716                 | 1737                       |
| Louviers                 | Chef-lieu del cantón de Eure | 17 734    |                         | 42 338                 | 670                        |
| Flers                    | Chef-lieu del cantón de Orne | 16 947    |                         | 34 386                 | 747                        |
| Vernon                   | Chef-lieu del cantón de Eure | 25 147    |                         | 34 384                 | 704                        |
| Fécamp                   | Chef-lieu del cantón de Sena Marítimo | 19 207    |                         | 31 013                 | 1289                       |
| Saint-Hélier             | Capital del bailío de Jersey | 29 400    |                         |                        | 2671                       |
| Granville                | Chef-lieu del cantón de la Manche | 12 687    |                         | 29 300                 | 1323                       |
| Sotteville-lès-Rouen     | Ciudad de la Metrópoli Ruan-Normandía | 28 835    |                         |                        | 4085                       |
| Saint-Étienne-du-Rouvray | Ciudad de la Metrópoli Ruan-Normandía | 28 102    |                         |                        | 1594                       |
| Argentan                 | Subprefectura de l’Orne | 17 448    |                         | 27 387                 | 805                        |
| Vire-Normandie           | Subprefectura de Calvados | 17 839    |                         | 26 274                 | 129                        |
| Le Grand-Quevilly        | Ciudad de la Metrópoli Ruan-Normandía | 24 930    |                         |                        | 2361                       |
| Bayeux                   | Subprefectura de Calvados | 14 961    |                         | 23 191                 | 1957                       |
| Le Petit-Quevilly        | Ciudad de la Metrópoli Ruan-Normandía | 21 898    |                         |                        | 5051                       |
| Mont-Saint-Aignan        | Ciudad de la Metrópoli Ruan-Normandía, campus universitario de Ruan                                                                                      | 19 341    |                         |                        | 2602                       |
| Bernay                   | Subprefectura de Eure | 10 449    | 12 300                  | 19 301                 | 434                        |
| Yvetot                   | Chef-lieu del cantón de la Sena Marítimo | 11 816    |                         | 15 329                 | 1598                       |
| Bois-Guillaume           | Ciudad de la Metrópoli Ruan-Normandía | 12 872    |                         |                        | 1454                       |
| Ifs                      | Comuna de la Communauté urbaine Caen la Mer | 11 525    |                         |                        | 1272                       |

## Cultura

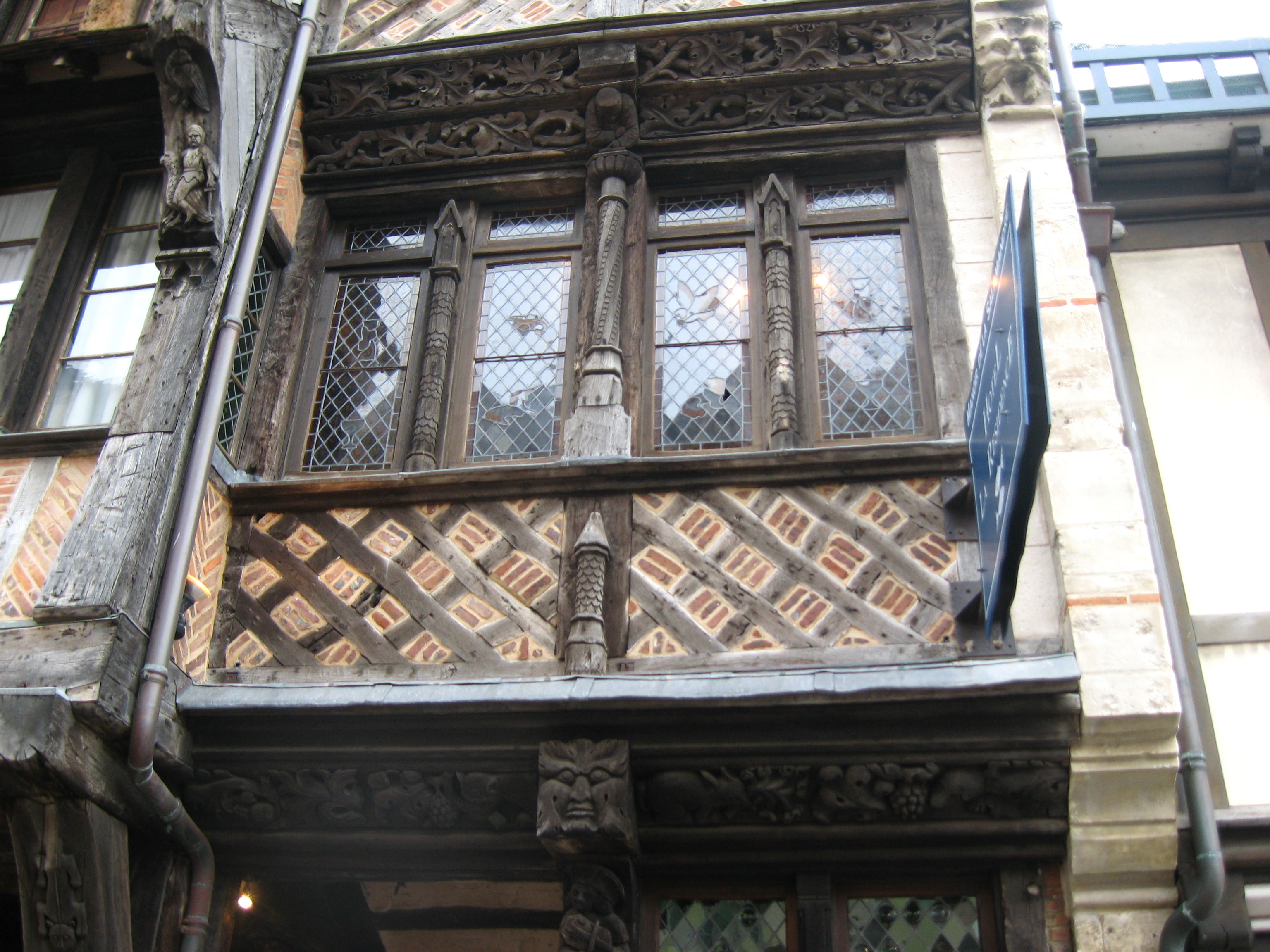
Casa normanda de en Etretat.

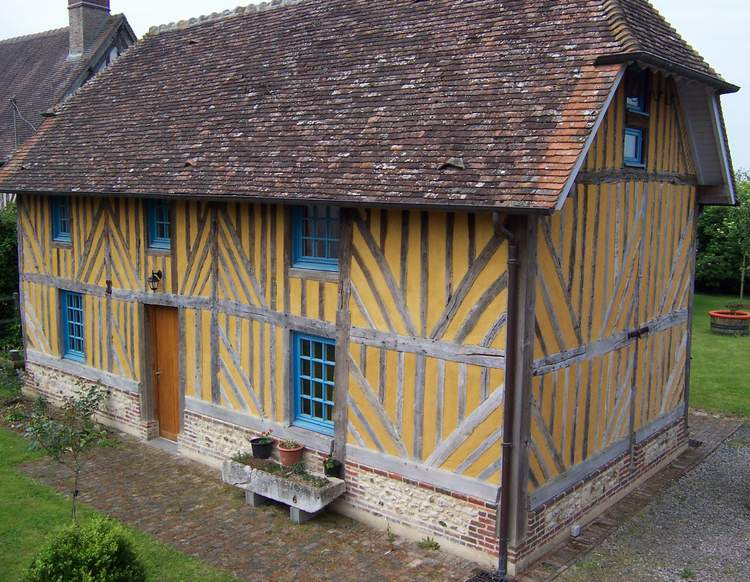
Casa rural normanda tradicional, construida con un entramado de madera rellenado con tapial.

### Idioma
En Normandía el idioma normando, una lengua regional perteneciente a las lenguas de oïl, es hablado todavía por una pequeña minoría de la población, especialmente en la península de Cotentin, al oeste, y en el Pays de Caux, al este.
En las Islas Anglonormandas el inglés y el francés son lenguas cooficiales. Las variantes insulares del normando son lenguas regionales reconocidas: el jèrriais en la isla de Jersey, y el dgèrnésiais en la isla de Guernsey.

### Arquitectura
La arquitectura medieval normanda tuvo gran esplendor entre el siglo X y el siglo XIV. Dejó su huella tanto en la propia Normandía como en Inglaterra, por entonces unida con el ducado de Normandía, dando bellos ejemplares de edificios románicos pero sobre todo góticos, desde el gótico clásico hasta el flamígero. De hecho, en Inglaterra el estilo románico se llama Norman. Normandía cuenta con numerosas catedrales (catedral Notre-Dame de Bayeux, Catedral Notre-Dame de Rouen) y abadías (como la Abadía de Bec, la abadía Aux Hommes y abadía Aux Dames en Caen) de estilo románico y gótico normandos cuya influencia se ve reflejada en la arquitectura medieval británica, de ahí que se hable de arquitectura anglo-normanda.
La arquitectura doméstica tradicional normanda se caracteriza, en parte de Baja y Alta Normandía, por sus entramados de madera a la vista, con plementos de tapial, sobre una base de ladrillos o de piedra. Este estilo arquitectónico también evoca la arquitectura inglesa vernácula. La tradición de las vigas vistas aún perdura en la campiña normanda, pero solo persisten algunos ejemplares urbanos en el casco antiguo de Ruan que se salvó de los bombardeos estadounidenses y británicos de la Segunda Guerra Mundial.
Gran cantidad de la herencia arquitectónica urbana fue destruida durante la batalla de Normandía en 1944. Numerosas ciudades y pueblos fueron completamente destruidos por los bombardeos aliados para desalojar a las tropas alemanas ocupantes. La reconstrucción de posguerra, como en El Havre (Patrimonio de la Humanidad), Caen y Saint-Lô puede decirse que muestra tanto las virtudes como los vicios de las tendencias modernistas y brutalistas de los años 1950 y 1960. Es necesario reconocer también que al finalizar la Segunda Guerra Mundial, el estado francés tuvo que reconstruir en un tiempo mínimo esta región arrasada, recomponiendo sus infraestructuras y realojando a cientos de miles de personas que habían quedado sin hogar.
A medida que uno se aleja del curso del Sena hacia el norte aumentan las casas de ladrillo, o ladrillo y sílex como en el Pays de Caux, mientras la piedra caliza predomina en la región de Caen, y el granito en el Cotentin y en las Isla anglo-normandas. El archipiélago de Chausey, situado frente a la bahía del Mont Saint Michel, fue durante muchos años el mayor lugar de extracción, y se extrajo de allí el granito que fue utilizado en la construcción del Mont Saint Michel.

### Literatura

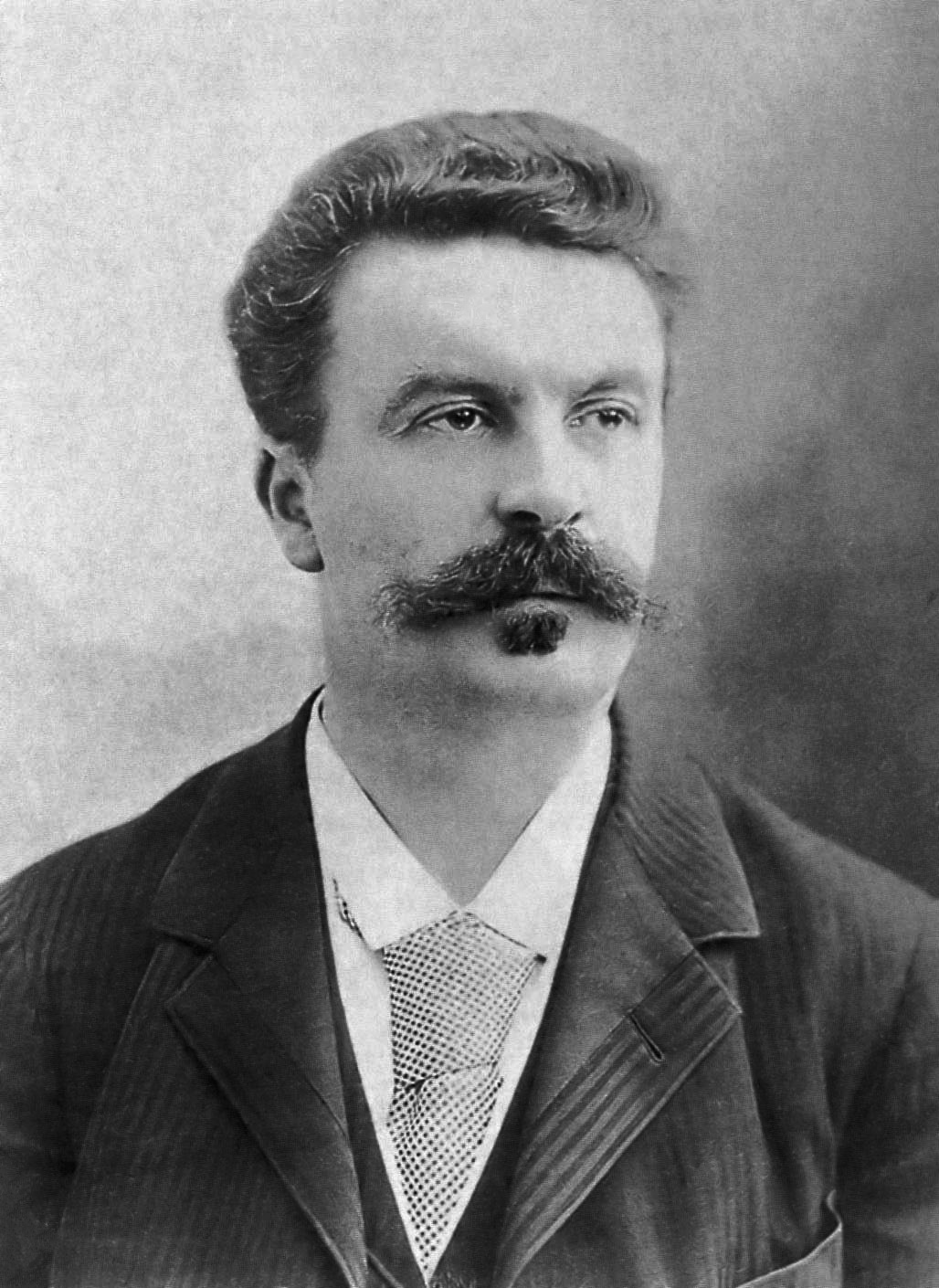
Guy de Maupassant.

La literatura anglonormanda medieval dio muchos escritores, entre los que destacan los historiadores normandos Robert Wace y Orderico Vital.
Entre los escritores en francés relacionados con Normandía se encuentran: Pierre Corneille, François de Malherbe, Jules Barbey d'Aurevilly, Marcel Proust, Guy de Maupassant, Gustave Flaubert, Jacques Prévert, André Gide, André Breton, Raymond Queneau,  Mathurin Régnier, Philippe Desportes, Jacques-Pierre Amette, Casimir Delavigne, Octave Feuillet, Maurice Leblanc, Octave Feuillet, André Maurois, Alexis de Tocqueville, Roland Barthes, Georges de Scudéry y Madeleine de Scudéry.

### Pintura
A partir de 1860, los pintores impresionistas como Claude Monet, Gauguin o Boudin, que trabajaban fuera de los estudios, fueron atraídos hacia Normandía por la facilidad que otorgaban las conexiones férreas entre París y esta zona. Los 600 km de costas con sus diversos paisajes, el clima cambiante y su luz especial ofrecían a los artistas una infinidad de motivos para la inspiración. La casa y jardín de Claude Monet en Giverny es uno de los atractivos turísticos, ya que el lugar sirvió de inspiración para su serie de cuadros conocida como las ninfeas o nenúfares. 
Las marinas de Eugène Boudin también se crearon inspiradas en la región. Entre los artistas que nacieron en Normandía se encuentran: Nicolas Poussin, Jean-François Millet, Marcel Duchamp, Fernand Léger, André Breton, Raoul Dufy, Théodore Géricault, Maurice Boitel y Jean Dubuffet.
Hoy en día el «museo de los impresionistas en Giverny» presenta cada año dos o tres exposiciones temporales que reúnen las obras originales de los grandes maestros del impresionismo.

### Turismo

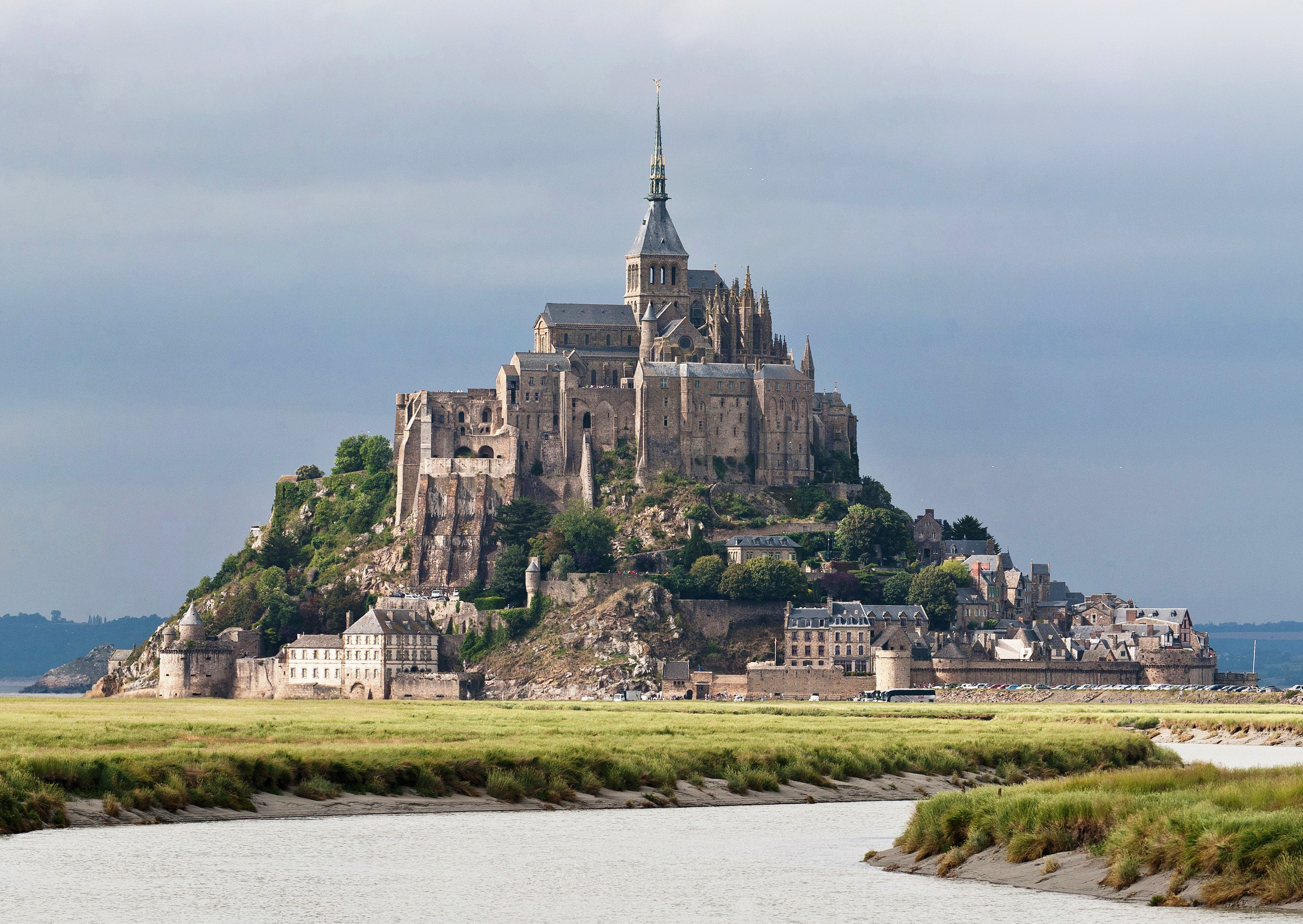
El Monte Saint-Michel marca el límite entre Bretaña y Normandía.

En Courseulles-sur-Mer se encuentra la playa Juno, una de las playas del desembarco de junio de 1944, donde se abrió en el año 2003 el museo llamado Centre Juno Beach. Fue construido en conmemoración de las tropas de Canadá que allí desembarcaron. Otros dos museos fueron dedicados al desembarco en Arromanches. Se pueden visitar otras playas de aquel acontecimiento histórico como la playa de Sainte-Marie-du-Mont, llamada Utah, o la playa Omaha, la cual se encuentra en una reserva natural.
El «parque natural regional Normandie-Maine» se extiende sobre 257 214 ha a caballo entre la Baja Normandía y la región de Países del Loira.
El Mont Saint-Michel, situado en la bahía del mismo nombre y limítrofe entre Normandía y Bretaña, es uno de los principales puntos turísticos de la región.

### Gastronomía

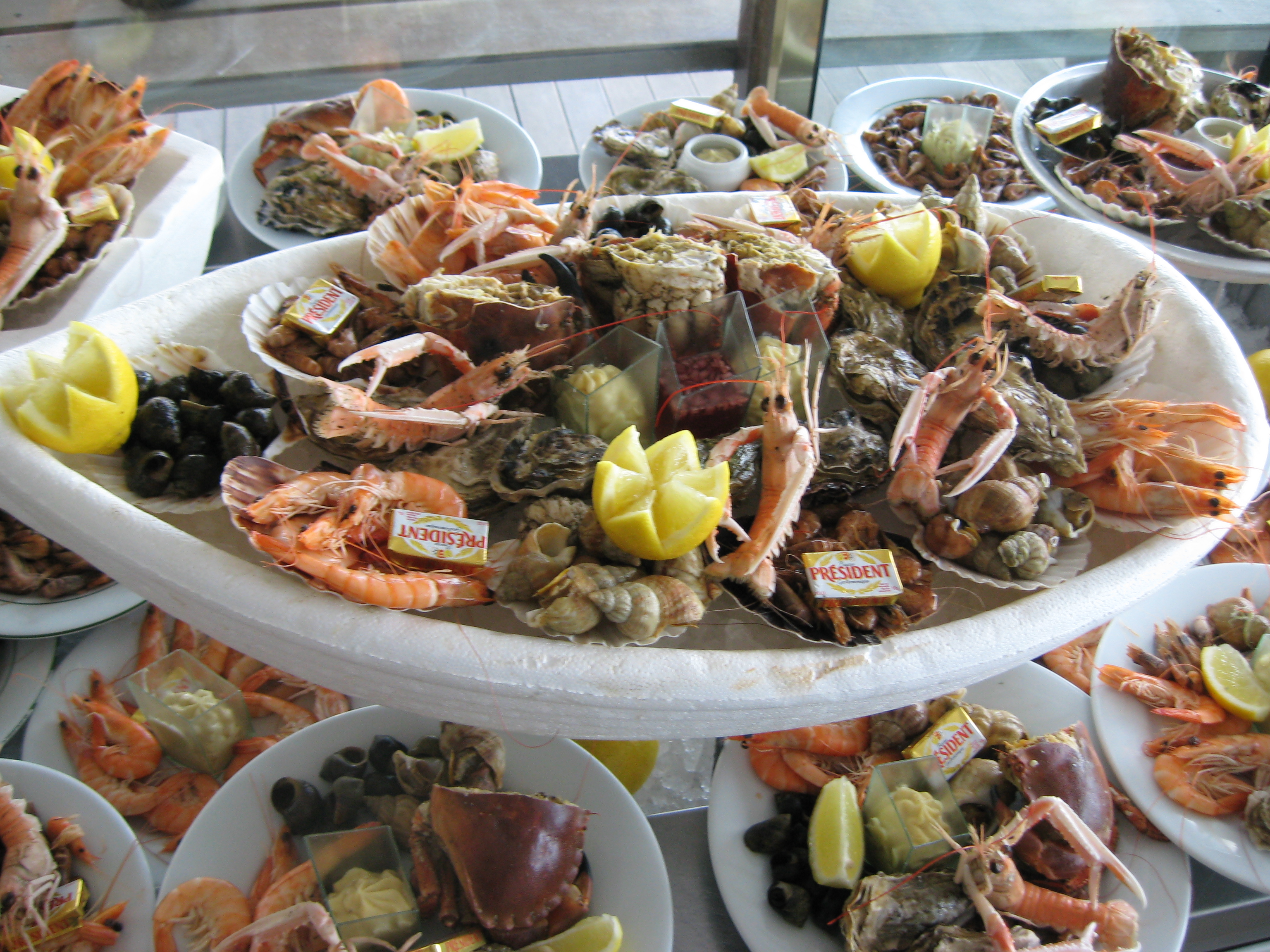
Mariscos frescos en Normandía.

Normandía es famosa por su rica campiña, la cual provee fértiles prados para pastoreo y huertas frutales, especialmente de manzanas. La producción de lácteos de la región es renombrada: los quesos son mundialmente conocidos, entre los que se encuentran: el Camembert, Livarot y el Pont l'Evêque. La manteca o mantequilla de Normandía es muy apreciada, al igual que la nata fresca, ambas muy usadas en especialidades gastronómicas locales. El embutido normando más reputado es la andouille de Vire.
Normandía es el mayor productor de sidra de Francia. También produce sidra de pera, pero en cantidades menos importantes y hay poca producción de vinos. La variedad de aguardiente de manzana emblemática de Normandía es el calvados. La costumbre  llamada trou normand es una pausa en el transcurso de una comida copiosa para que los comensales tomen una copita de calvados para volver a estimular el apetito. Es aún practicada en muchos hogares y restaurantes los días de fiesta. El Pommeau es un aperitivo producido mediante la mezcla de zumo de manzana sin fermentar con calvados. 
Las manzanas se emplean con frecuencia en la cocina, sustituyendo a las patatas y sirviendo de guarnición en muchos platos. Por ejemplo, moules à la normande son mejillones cocinados con manzanas y crema fresca, bourdelots son manzanas horneadas en bizcochuelo. Un postre clásico de la región es el Flan Normand, un flan hecho de crema pastelera mezclada con manzanas.
Normandía es una de las regiones de Francia donde se cultivan ostras.

### Religión

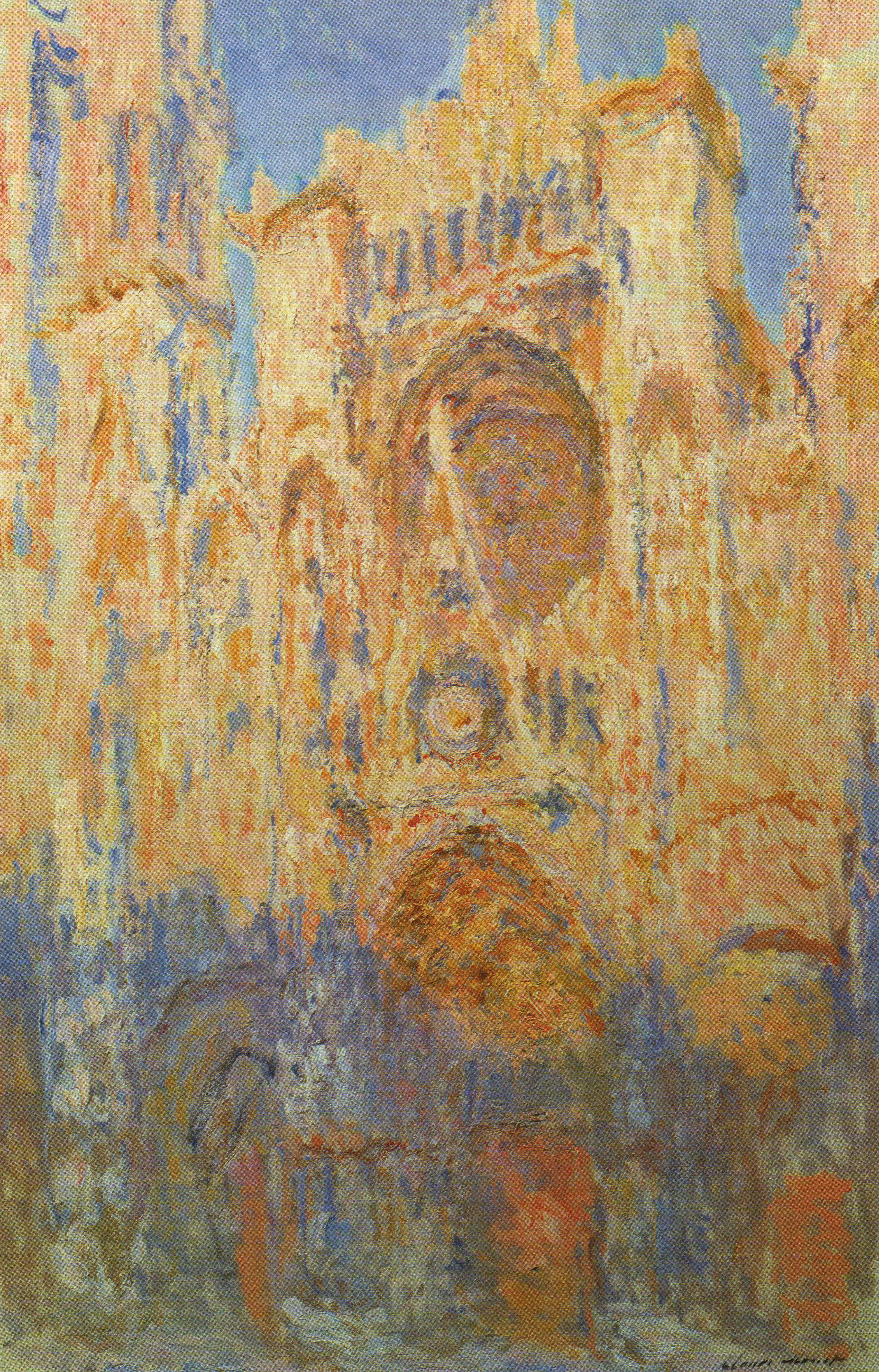
La catedral de Ruan al atardecer, 1893, Claude Monet, Museo Marmottan Monet.

Las catedrales y abadías de Normandía han ejercido gran influencia en cuestiones de fe y política a través de los siglos, pero la región ha sido también uno de los mayores focos del protestantismo francés. El Monte Saint-Michel, limítrofe con Bretaña, fue un histórico centro de peregrinación hasta finales del siglo XVIII. Hoy en día es una de las principales atracciones turísticas de Francia.
A través de los siglos, los principales santos reverenciados en Normandía han sido:
- Teresa de Lisieux, cuyo culto en Lisieux es el centro de la devoción religiosa.
- Juana de Arco fue martirizada en Ruan, es especialmente recordada en esa ciudad.
- Aubert d'Avranches fue el obispo fundador de Monte Saint-Michel.
- San Marcouf y San Laud son santos importantes en Baja Normandía.
- Thomas Becket, un anglonormando cuyos padres eran de Ruan. Su sucesor como Arzobispo de Canterbury, Richard de Dover, también era natural de Normandía.

### Personalidades normandas de la cultura
Los compositores Erik Satie, François-Adrien Boïeldieu y Arthur Honegger nacieron en Normandía.

### Deporte
Normandía es la tierra que vio nacer al ciclista Jacques Anquetil, apodado Monsieur Chrono.